# 畢嵐
畢 嵐（ひつ らん、? - 189年?）は、後漢時代末期の宦官。

## 生涯
霊帝の時代、張譲と趙忠が権勢を振るった時代に、中常侍に任命された12名の宦官の一人である。十常侍と呼ばれる。皇帝の寵愛を受け、列侯され、子弟を地方官に任命させて私腹を肥やした。黄巾の乱が勃発すると、郎中の張鈞は十常侍を乱の元凶として弾劾し、斬るよう上奏したが、皇帝に容れられなかった。
畢嵐は掖庭令に任命され、宮殿の造営にあたったという記録がある。
189年、十常侍と大将軍何進が対立すると、段珪と共に兵を率いて何進を暗殺した（何進伝）。その後の袁紹等の掃討軍の攻撃で張譲や趙忠をはじめ多くの宦官が殺害されたときに、ともに殺害された可能性が高い。

## 参考資料
- 後漢書/卷78（中国語版ウィキソース）